# Bo Klint
Bo Axel Duse Klint, född 27 april 1907 i Adolf Fredriks församling, Stockholm, död 8 februari 1985 i Saltsjöbadens församling, var en svensk militär och företagsledare. Han var son till språkmannen Axel Klint och far till Barbro Osher. 
Bo Klint blev fänrik 1927, genomgick Artilleri- och ingenjörhögskolans (AIHS) högre kurs 1932–1934, var biträdande lärare där 1936–1938, blev kapten vid Generalstaben 1940, vid Livgrenadjärregementet (I 4) 1944, major vid Generalstaben 1946, vid Svea ingenjörregemente (Ing 1) 1949, överstelöjtnant på reservstat vid Generalstaben 1950 och i reserven 1962. Han var driftsledare och chef för Göta kanalverk 1950–1962 och verkställande direktör vid Järnvägs AB Stockholm-Saltsjön 1962–1966. Klint är begraven på Ingarö kyrkogård.
Han var gift med Ingrid Julin, som var dotter till Richard Julin, och hade fyra döttrar med henne.